# Караткуль
Караткуль (каз. Қараөткел) — село в Самарском районе Восточно-Казахстанской области Казахстана. Входит в состав Беленского сельского округа. Код КАТО — 635073300.

## Население
В 1999 году население села составляло 390 человек (205 мужчин и 185 женщин). По данным переписи 2009 года, в селе проживали 202 человека (103 мужчины и 99 женщин).